# Budova Elektrických podniků
Budova Elektrických podniků hl. města Prahy, později známá též jako budova Dopravních podniků, se nachází na holešovickém předmostí Hlávkova mostu na začátku Bubenské ulice. Stojí v blízkosti stanice metra Vltavská, Strossmayerova náměstí a Bubenského nádraží. Tato funkcionalistická stavba s železobetonovou konstrukcí a krémově bílým obkladem je chráněna jako kulturní památka České republiky.

## Historie

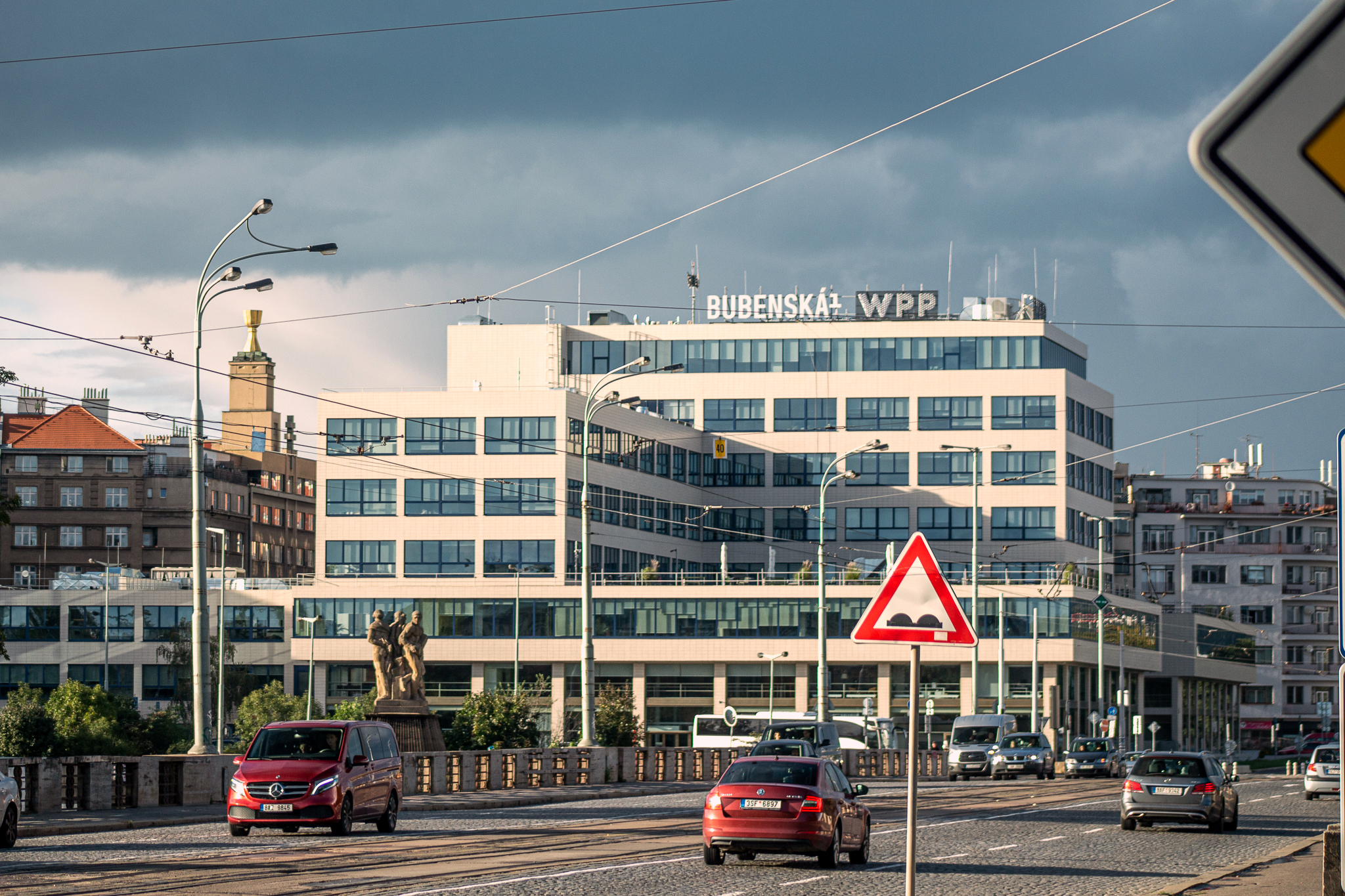
Budova Elektrických podniků od Hlávkova mostu

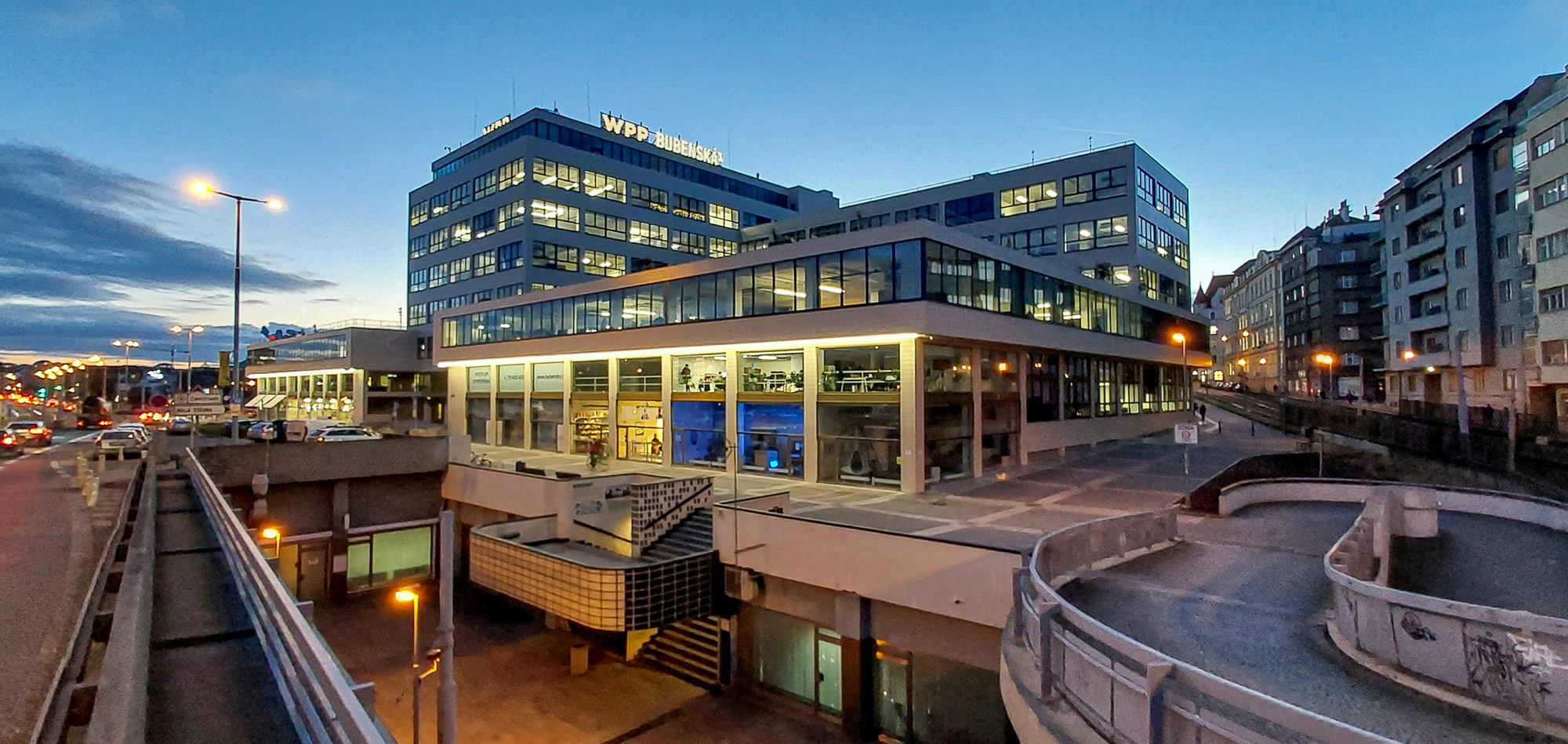
Budova EP ve večerních hodinách

Budova byla postavena v letech 1927 až 1935 podle návrhu Adolfa Benše a Josefa Kříže na pozemcích bývalé továrny na klobouky bratří Böhmů. Výstavbou nové budovy, jež byla slavnostně otevřena 7. března 1935, v den 85. narozenin prezidenta T. G. Masaryka, vzniklo 33 000 m² kancelářských ploch s tehdy nadstandardním, velmi moderním vybavením. Za zmínku stojí například systém teplovzdušného topení typu Carrier, který budovu řadil k prvním plně klimatizovaným stavbám v Československu, či dvojice výtahů typu páternoster, které v budově stále fungují.
Vedle kancelářských prostor Elektrických podniků se v budově nacházely i propagační místnosti, předprodej jízdenek, velký kulturní sál nebo archiv. Součásti budovy bylo také zdravotní středisko a lázeňské zařízení pro zaměstnance Elektrických podniků.
Elektrické podniky byly předchůdcem několika pozdějších městských podniků, například dnešního Dopravního podniku hl. m. Prahy, Elektropodniku hl. m. Prahy, Správy veřejného osvětlení (dnes soukromá firma Eltodo), Pražské energetiky atd. Dopravní podnik hl. m. Prahy zde měl sídlo až do svého přestěhování do nové budovy v Sokolovské ulici ve Vysočanech (v obchodním rejstříku byla změna zapsána k 24. srpnu 2000, odštěpný závod Elektrické dráhy zde měl sídlo až do 30. ledna 2002). Státní podnik Elektropodnik Praha zde sídlil do 8. března 1991, kdy změnil sídlo do Vladislavovy ulice na Novém Městě.
Necitlivými rekonstrukcemi budova prošla v 80. a 90. letech. Ty změnily vnitřní uspořádání a částečně narušily původní architektonický výraz.

### Rekonstrukce
Na podzim 2018 začala rozsáhlá rekonstrukce této budovy na základě projektu kanceláře TaK Architects v čele s architektem Markem Tichým. Investorem byla společnost CPI Group, generálním dodavatelem Metrostav a.s. Kvůli havarijnímu stavu pláště došlo k odstrojení budovy až na skelet, bylo také nutné mikropilotáží sanovat základy z hlinitanového betonu. Původní vnější kachlový obklad značky RAKO nahradila kopie, údajně vyrobená v Číně (žel bílá je v jiném tónu a chybí rohové kachle, střep již není tak tlustý – pouze 8mm). V interiéru se kvůli současným požadavkům změnilo původní dispoziční řešení malých uzavřených kanceláří na rozsáhlejší velkoplošné prostory (kromě 1. patra). Rekonstrukce byla dokončena roku 2020, náklady dosáhly 1,3 miliardy Kč.
Rekonstrukce budovy získala jeden z deseti titulů Stavba roku 2021, a dále cenu veřejnosti Památky děkují v osmém ročníku cen Patrimonium pro futuro, vyhlašovaném Národním památkovým ústavem. V současnosti je Bubenská 1 sídlem komunikační skupiny WPP. Nový WPP Campus tak vytváří prostor pro tvůrčí práci a spolupráci více než tisícovky specialistů na reklamu, data, média a PR.
Na budovu navazuje také výmalba schodišťového podchodu vedoucího od stanice metra Vltavská. Výmalba tohoto podchodu, která byla dokončena na podzim 2021, je dílem výtvarníka Petra Sokola alias Lefthendra. Na ploše 200 m² vytvořil jednu z největších grafik ve veřejném prostoru v ČR. Na originálních ilustracích zobrazuje zásadní stavby na Praze 7 i historii a budoucnost budovy.

## Popis budovy
Severní křídlo s tzv. drážní dvoranou sloužilo dopravní divizi Elektrických podniků. Jižní křídlo, tzv. elektrárenské, sloužilo energetické divizi, západní trakt jako zdravotní středisko pro zaměstnance.

### Suterén
V suterénu se nachází několik přednáškových sálů a kinosál, původně sloužící k propagaci Elektrických podniků. Dvůr v úrovni suterénu byl manipulační prostor garáží pro provozní auta, která byla spouštěna výtahem. Dále zde byly lázně pro zaměstnance. Dnes prostory slouží jako podzemní garáže.

### Přízemí
Velká vstupní hala prochází čtyřmi hlavními patry. Je komunikačním středem celé budovy. Schodiště je umístěno proti vchodu. Ze vstupní haly po stranách se nacházejí dvorany: jižní dvorana sloužila ke kontaktu zákazníků pro odběr el. proudu a k propagaci, v severní byly výdejny předplatních lístků a to ještě v 70. letech 20. st. – intaktní vzhled této dvorany se dochoval až do zahájení rekonstrukce. Postranní a zadní vchod byly určeny pro zaměstnance a byly hlídány vrátnými.

### 1.patro
Zde byly veliké souvislé sály, rozdělené nízkými příčkami, které sloužily jako účtárny. Byla zde též telefonní ústředna. Byly tu elektrotechnické dílny a úřadovny magistrátu.

### 2. až 5.patro
V těchto patrech se nacházely další kanceláře Elektrických podniků. Křídla mají po čtyřech patrech, centrální část šest pater (poslední ustupující). Vnitřní komunikaci zajišťují galerie na dvou stranách centrální haly, hlavní a vedlejší schodiště, chodby a výtahy. Celou budovou procházejí čtyři šachty, soustřeďující větrání, elektrické kabely, potrubní poštu a odpady.

### 6. patro
Šesté patro sloužilo jako jídelna s možností vstupu na terasu, byla zamýšlena jako oddychový prostor. Budova byla vyprojektována s rezervou – zrušení tohoto ústupu a navýšení centrální části o dvě patra. V pátém patře vyúsťovala vzduchotechnika. Místnost s kuchyní v šestém patře sloužila k osvěžení.

### Západní trakt budovy
Tato část je vlastně samostatná budova, má samostatný vchod od kostela.
Před znárodněním sloužila jako zdravotní a lázeňské středisko pro zaměstnance. Po zřízení Ústavu národního zdraví zde sídlila poliklinika OÚNZ (Obvodní ústav národního zdraví) Prahy 7 a to včetně lékárny (výdejové okénko v 1. patře u schodiště, od 90. let zřízena velká lékárna v přízemí), v suterénu oddělení rehabilitace. Po zrušení ÚNZ zde nadále zůstala poliklinika v majetku Městské části Prahy 7, péče v suterénu byla zrušena z důvodu zchátralosti prostor.